# ひとかけらの夏
『ひとかけらの夏』（ひとかけらのなつ）は、1983年6月25日に発売された村田和人通算2作目のスタジオ・アルバム。

## 解説
前作『また明日』の時に3人の異なるアレンジャーがそれぞれアレンジ／プロデュースを分担する結果になったことを反省し、本作は全面的に山下達郎がアレンジとプロデュースを手掛けている。ただし先行リリースされた「Catching The Sun」のみ椎名和夫のアレンジになっている。
レコーディングは1983年3月から本格的に始まった。その間は毎日夕方の5時から6時に音響ハウスに行き朝までという生活で、その間は村田と山下がマンツーマンでレコーディングしていたという。本作に入っている曲は、ほとんどがこのために書き下ろしたばかりの曲で、唯一「台風ドライブ」だけはアマチュアの頃から演っていたものがベースになっているが 、Aメロだけは昔から使っていたものだがそれ以外の部分は付け足して書き上げられた。
「一本の音楽」はCMのタイアップが先に決まっていたので、まずは「一本の音楽」で始まって曲のサビになり得るメロディをとりあえず10個くらい聴かせてくれと言われ、2週間くらいで自分で10曲をピックアップして電通に聴いてもらい、最終的に曲になったサビが選ばれた。その時にフルサイズもほぼ同時に作っていて、Aメロもサビのつもりで書いたものだった。そして曲が完成して山下にアレンジをお願いしたが、レコーディングの前日に山下から「大サビが欲しいんだけど」と言われてその晩に3つの大サビを作り、翌日山下に聴いてもらい大サビも決定した。「Catching The Sun」も同じような作りで、最初は30秒のCM用にAメロしかなかったが、サビを作り、キーが合わないため転調するBメロを作り、サビのキーを変えて、という感じて作られていったという。CMソングの場合はキャッチ・コピー優先が多く、自由に作る作曲の仕方というより、職業的な音楽の作り方をこの頃勉強したという。
「ニコニコ・ワイン」は当初は本作に入れる予定はなかった。アルバムのミックス・ダウンが全曲終わって、1回通して聴いてみようということになり、スタジオで最後まで聴いていたところ「最後にバラードで終わるのは村っちゃん（村田）らしくないよね」と山下が言い出し、前年にサントリーのレゼルブのCM用に録った曲がスタジオにあることがわかり「じゃあ、出してきて」という話になり、その場でアルバムの最後に「ニコニコ・ワイン」を繋いで入れることになった。
村田にとって本作は「お客さんの手に渡るきちんとしたクオリティの音楽を制作するには、どういうことを考えて、どういうアイデアの積み重ねによってレコードというものが出来てるんだろう」ということを目の当たりにしたアルバムだった。

## 収録曲

### Side A
1. 一本の音楽
作詞：安藤芳彦／作曲：村田和人／編曲：山下達郎
2. Summer Dream
作詞・作曲：村田和人、Santo、John、Ann Farina／編曲：山下達郎
3. 台風ドライブ
作詞：村田和人、中野新哉／作曲：村田和人／編曲：山下達郎
4. So Long, Mrs.
作詞：安藤芳彦／作曲：村田和人／編曲：山下達郎
5. Catching The Sun
作詞・作曲・コーラス編曲：村田和人／編曲：椎名和夫

### Side B
1. Travelin' Band
作詞・作曲：村田和人／編曲：山下達郎
2. やさしさにGood-bye
作詞：安藤芳彦／作曲：村田和人／編曲：山下達郎
3. 幻影（イリュージョン）
作詞：竹内まりや／作曲：村田和人／編曲：山下達郎
4. Love has just begun
作詞・作曲：村田和人／編曲：山下達郎
5. ニコニコ・ワイン
作詞：竹内まりや／作曲・編曲：山下達郎

## クレジット

### 一本の音楽
| 作詞／安藤芳彦 作曲／村田和人 編曲／山下達郎 |
|                                              |

| 青山 純  | – | Drums                                                        |
| 伊藤広規 | – | Bass                                                         |
| 山下達郎 | – | E.Guitar A.Guitar Hammond Organ Percussion Background Vocals |
| 中西康晴 | – | A.Piano                                                      |
| 山本圭右 | – | E.Guitar Solo                                                |
| 村田和人 | – | Background Vocals                                            |

### Summer Dream
| 作詞・作曲／村田和人・Santo, John, Ann Farina 編曲／山下達郎 |
|                                                              |

| 野口明彦   | – | Drums                                                        |
| 伊藤広規   | – | Bass                                                         |
| 山下達郎   | – | E.Guitar 12 Strings Guitar Vibe Percussion Background Vocals |
| 難波弘之   | – | A.Piano                                                      |
| 告井延隆   | – | Steel Guitar Solo                                            |
| 椎名和夫   | – | Background Vocals                                            |
| 竹内まりや | – | Background Vocals                                            |
| 村田和人   | – | Background Vocals                                            |

### 台風ドライブ
| 作詞／村田和人・中野新哉 作曲／村田和人 編曲／山下達郎 |
|                                                        |

| 青山 純  | – | Drums                                    |
| 伊藤広規 | – | Bass                                     |
| 山下達郎 | – | Moog Taurus Percussion Background Vocals |
| 中西康晴 | – | A.Piano Hammond Organ                    |
| 松浦善博 | – | E.Guitar Solo                            |
| 椎名和夫 | – | Background Vocals                        |
| 村田和人 | – | E.Guitar Background Vocals               |

### So Long, Mrs.
| 作詞／安藤芳彦 作曲／村田和人 編曲／山下達郎 |
|                                              |

| 青山 純    | – | Drums                                    |
| 伊藤広規   | – | Bass                                     |
| 山下達郎   | – | Moog Taurus Percussion Background Vocals |
| 中西康晴   | – | A.Piano Hammond Organ                    |
| 浜口茂外也 | – | Timpani Conga                            |
| 椎名和夫   | – | Background Vocals                        |
| 竹内まりや | – | Background Vocals                        |
| 村田和人   | – | Background Vocals                        |

### Catching The Sun
| 作詞・作曲・コーラス編曲／村田和人 編曲／椎名和夫 |
|                                                   |

| 阿部 薫    | – | Drums                        |
| 伊藤広規   | – | Bass                         |
| 新川 博    | – | E.Piano A.Piano Synth        |
| 椎名和夫   | – | E.Guitar A.Guitar Percussion |
| 岸 義和    | – | Trumpet                      |
| 吉田憲司   | – | Trumpet                      |
| 中沢忠孝   | – | Trombone                     |
| 杉本勝行   | – | Trombone                     |
| 村岡 健    | – | Clarinet                     |
| 清水万紀夫 | – | A.Sax                        |
| 鈴木重男   | – | A.Sax                        |
| 三森一郎   | – | T.Sax                        |
| 佐野博美   | – | T.Sax                        |
| 砂原俊三   | – | B.Sax                        |
| 国分友理恵 | – | Background Vocals            |
| 村田和人   | – | Background Vocals            |

### Travelin' Band
| 作詞・作曲／村田和人 編曲／山下達郎 |
|                                     |

| 青山 純  | – | Drums                                               |
| 伊藤広規 | – | Bass                                                |
| 山下達郎 | – | E.Guitar Hammond Organ Percussion Background Vocals |
| 中西康晴 | – | A.Piano                                             |
| 椎名和夫 | – | Background Vocals                                   |
| 村田和人 | – | Background Vocals                                   |

### やさしさにGood-bye
| 作詞／安藤芳彦 作曲／村田和人 編曲／山下達郎 |
|                                              |

| 青山 純  | – | Drums                                           |
| 伊藤広規 | – | Bass                                            |
| 山下達郎 | – | E.Guitar 12 Strings Guitar Auto-Harp Percussion |

### 幻影
| 作詞／竹内まりや 作曲／村田和人 編曲／山下達郎 |
|                                                |

| 伊藤広規 | – | Bass                       |
| 吉川忠英 | – | A.Guitar                   |
| 山下達郎 | – | E.Guitar Synthesizer Bongo |

### Love has just begun
| 作詞・作曲／村田和人 編曲／山下達郎 |
|                                     |

| 野口明彦 | – | Drums                                                                         |
| 伊藤広規 | – | Bass                                                                          |
| 山下達郎 | – | E.Guitar Solo A.Guitar Moog Taurus Hammond Organ Percussion Background Vocals |
| 難波弘之 | – | A.Piano                                                                       |
| 山本圭右 | – | E.Guitar Solo in Coda                                                         |
| 椎名和夫 | – | E.Guitar Background Vocals                                                    |
| 村田和人 | – | Background Vocals                                                             |

### ニコニコ・ワイン
| 作詞／竹内まりや 作曲・編曲／山下達郎 |
|                                       |

| 青山 純  | – | Drums                                                         |
| 伊藤広規 | – | Bass                                                          |
| 山下達郎 | – | E.Guitar 12 Strings Guitar Auto-Harp Hammond Organ Percussion |
| 村田和人 | – | Background Vocals                                             |

### スタッフ
| Produced by tatsuro YAMASHITA                                                                       |
| All songs arranged by tatsuro YAMASHITA                                                             |
| except "Catching The Sun" by kazuo SHIINA                                                           |
| Associate Producer : kazuhito MURATA & tadashi YOKOSHI                                              |
| Pinch-hitter producer : nobumasa UCHIDA                                                             |
| Production co-ordination : jun IWASAKI                                                              |
| Recording engineers : yasuo SATOH, tamotsu YOSHIDA, takanobu ARAI                                   |
| Re-mixing engineer : yasuo SATOH                                                                    |
| Assistant engineers : tadashi INOUE, toshio TAMAKAWA, shigeru TAKISE, shinichi YANO & masato OHMORI |
| Recorded at ONKIO HAUS, CBS Roppongi Studio, HITOKUCHIZAKA Studio, CHERRY ISLAND, KRS Studio        |
| Disc mastering engineer : teppei KASAI                                                              |
| Artist management : kentaro HATTORI & kimmy SATOH(Smile co.)                                        |
| |
| Art direction : hiroshi TAKAHARA                                                                    |
| Design : hiroshi TAKAHARA, akira UTSUMI, mayumi OKA                                                 |
| Photographer : akihide TAMURA                                                                       |
| |
| chuei YOSHIKAWA courtesy of TEICHIKU RECORDS                                                        |
| keisuke YAMAMOTO courtesy of JUPITER RECORDS                                                        |
| hiroyuki NAMBA courtesy of RCA RECORDS                                                              |
| nobutaka TSUGEI courtesy of SENTIMENTAL FAMILY (POLYDOR RECORDS)                                    |
| yuji NAKAMURA courtesy of CBS SONY RECORDS                                                          |

## 2006年デジタルリマスター盤（WPCL-10382）
2006年12月6日には、MOON在籍時代のアルバム全5枚が、村田本人監修の下で24bitデジタル・リマスター、ボーナス・トラック付き、紙ジャケット仕様でリイシューされた。

### 収録曲
1. 一本の音楽  –  (4:04)[2]
2. Summer Dream  –  (4:16)[2]
3. 台風ドライブ  –  (4:30)[2]
4. So Long, Mrs.  –  (3:28)[2]
5. Catching The Sun  –  (3:51)[2]
6. Travelin' Band  –  (5:00)[2]
7. やさしさにGood-bye  –  (4:25)[2]
8. 幻影（イリュージョン）  –  (3:49)[2]
9. Love has just begun  –  (5:23)[2]
10. ニコニコ・ワイン  –  (1:15)[2]
[Bonus Tracks]
11. Catching The Sun（シングル・ヴァージョン）  –  (3:53)[2]
作詞・作曲・コーラス編曲：村田和人／編曲：椎名和夫
アルバム・ヴァージョンとは別ミックスで、アルバムではブラスがシンセから生楽器に差し替えられリミックスされている[1]。
12. 一本の音楽（シングル・ヴァージョン）  –  (4:05)[2]
作詞：安藤芳彦／作曲：村田和人／編曲：山下達郎
アルバム・ヴァージョンとは別ミックスで、シングル・ヴァージョンは吉田保がミックスを行った[1]。
13. Summer Dream (Instrumental)  –  (1:40)[2]
作曲：村田和人, Santo, John, Ann Farina／編曲：井上鑑
14. 一本の音楽（カラオケ）  –  (4:05)[2]
15. Catching The Sun（カラオケ）  –  (3:46)[2]

## 2012年デジタルリマスター盤（VSCD-1735）
村田のデビュー30周年を迎えた2012年は、FLY HIGH RECORDSから24bitデジタル・リマスター、2006年盤とは異なるボーナス・トラック、SHM-CD、紙ジャケット仕様で再々発売された。
今回のボーナス・トラックは2006年盤にも収録されていた2曲のシングル・ヴァージョンと、村田が保存していたライヴ・テイクから本作収録曲のうち5曲のライブ・バージョンを収録。
ブックレットには村田本人のインタビューを基に構成した土橋一夫のライナーノーツが収載されている。

### 収録曲
1. 一本の音楽  –  (4:04)[3]
2. Summer Dream  –  (4:15)[3]
3. 台風ドライブ  –  (4:29)[3]
4. So Long, Mrs.  –  (3:27)[3]
5. Catching The Sun  –  (3:50)[3]
6. Travelin' Band  –  (5:00)[3]
7. やさしさにGood-bye  –  (4:25)[3]
8. 幻影（イリュージョン）  –  (3:48)[3]
9. Love has just begun  –  (5:23)[3]
10. ニコニコ・ワイン  –  (1:14)[3]
[Bonus Tracks]
11. Catching The Sun (Single Version)  –  (3:52)[3]
12. 一本の音楽 (Single Version)  –  (4:06)[3]
13. 一本の音楽 (Live Version)  –  (5:52)[3]
作詞：安藤芳彦／作曲・編曲：村田和人
1993年6月9日に日清パワーステーションで行われたライブからの音源[1]。
14. Summer Dream (Live Version)  –  (4:15)[3]
作詞・作曲：村田和人, Santo, John, Ann Farina／編曲：村田和人
1990年8月27日に日清パワーステーションで行われたライブからの音源[1]。
15. 台風ドライブ (Live Version)  –  (4:29)[3]
作詞：村田和人, 中野新哉／作曲・編曲：村田和人
16. So Long, Mrs. (Live Version)  –  (3:27)[3]
作詞：安藤芳彦／作曲・編曲：村田和人
上記2曲は1988年9月5日に日清パワーステーションで行われたライブからの音源[1]。
17. Travelin' Band (Live Version)  –  (5:00)[3]
作詞・作曲・編曲：村田和人
「Summer Dream (Live Version)」と同じく1990年8月27日に日清パワーステーションで行われたライブからの音源[1]。

### クレジット

#### 一本の音楽 (Live Version)
| 作詞：安藤芳彦／作曲・編曲：村田和人 |
|                                      |
| Vocal, Acoustic Guitar : 村田和人    |
| Drums : 向山テツ                     |
| Electric Bass, Chorus : 湯川トーベン |
| Electric Guitar, Chorus : 山本圭右   |
| Keyboards : 友成好宏                 |
| Percussion, Chorus : 小板橋博司      |

#### Summer Dream (Live Version)
| 作詞・作曲：村田和人, Santo, John, Ann Farina／編曲：村田和人 |
|                                                               |
| Vocal, Electric Guitar : 村田和人                             |
| Drums : 向山テツ                                              |
| Electric Bass : 湯川トーベン                                  |
| Electric Guitar : 山本圭右                                    |
| Keyboards : 友成好宏                                          |
| Percussion : 小板橋博司                                       |

#### 台風ドライブ (Live Version)
| 作詞：村田和人, 中野新哉／作曲・編曲：村田和人 |
|                                                |
| Vocal, Electric Guitar : 村田和人              |
| Drums : 向山テツ                               |
| Electric Bass, Chorus : 湯川トーベン           |
| Electric Guitar, Chorus : 山本圭右             |
| Keyboards : 友成好宏                           |
| Percussion, Chorus : 小板橋博司                |

#### So Long, Mrs. (Live Version)
| 作詞：安藤芳彦／作曲・編曲：村田和人 |
|                                      |
| Vocal, Electric Guitar : 村田和人    |
| Drums : 向山テツ                     |
| Electric Bass, Chorus : 湯川トーベン |
| Electric Guitar, Chorus : 山本圭右   |
| Keyboards : 友成好宏                 |
| Percussion, Chorus : 小板橋博司      |

#### Travelin' Band (Live Version)
| 作詞：安藤芳彦／作曲・編曲：村田和人 |
|                                      |
| Vocal, Acoustic Guitar : 村田和人    |
| Drums : 向山テツ                     |
| Electric Bass, Chorus : 湯川トーベン |
| Electric Guitar, Chorus : 山本圭右   |
| Keyboards : 友成好宏                 |
| Percussion, Chorus : 小板橋博司      |
| Chorus : 佐野公美                    |

#### Reissue Staff
| Supervised by 村田和人 |

| Reissue Produced & Directed by | 土橋一夫 (FLY HIGH RECORDS) 寺村 純 (FLY HIGH RECORDS/VIVID SOUND CORPORATION) |

| Reissue Coordinated by 浅井靖史 (Warner Music Japan Inc.) |
| |
| Digital Remastered by 菊地 功 (MIXER'S LAB) at Warner Music Mastering |
| Reissue Art Directed & Designed by 土橋一夫 & 宮城 宙 (Surf's Up Design/Shy Glance Inc.) |
| |
| Product Management by 長野文夫 (VIVID SOUND CORPORATION) |
| |
| Special Thanks to : 宮治淳一 (Warner Music Japan Inc.), 岩崎 淳 (フジパシフィック音楽出版), 高橋伸一 (GRATEFUL). 河合美佳, 森 勉 & 森 陽馬 (PET SOUNDS RECORD), 石川茂樹 (Live Cafe Again), 島村文彦, 川崎太郎 |